# Шверштедт (Земмерда)
Шверштедт (нім. Schwerstedt) — громада в Німеччині, розташована в землі Тюрингія. Входить до складу району Земмерда. Складова частина об'єднання громад Штраусфурт.
Площа — 12,62 км2. Населення становить 574 ос. (станом на 31 грудня 2021).

## Галерея

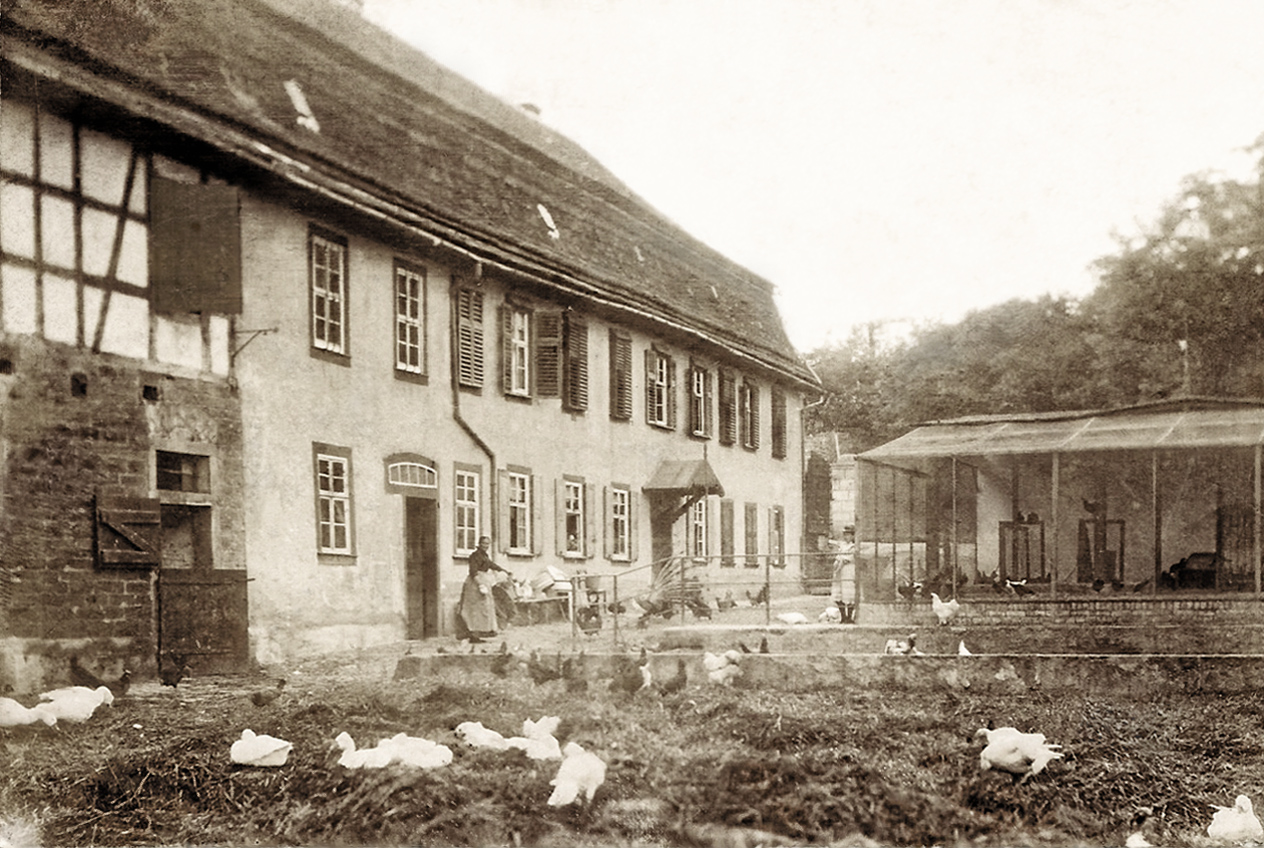